# أندريس أراوز
أندريس أراوز جالارزا (مواليد 6 فبراير 1985) سياسي واقتصادي إكوادوري. كان مرشحًا لمنصب الرئيس في انتخابات 2021.

## خلفية
بدأ أندريس أراوز حياته المهنية كموظف حكومي في عام 2009 في البنك المركزي في الإكوادور. شغل منصب المدير العام للمصارف في البنك المركزي من 2011 إلى 2013. عين لاحقًا نائبًا لوزير التخطيط ومديرًا عامًا للمشتريات الوطنية. في مارس 2015 تم تعيينه وزيرا للمعرفة والمواهب البشرية في حكومة رافائيل كوريا، ليحل محل غيوم لونغ. من هذا المنصب قاد التنسيق والإشراف على تنفيذ السياسات والبرامج والمشاريع لوزارات التربية والتعليم والثقافة والتعليم العالي والعلوم والتكنولوجيا. من بين نتائج هذه المشاريع تحسين الاستقلال التكنولوجي في البلاد، واستخدام البرمجيات الحرة، وتطوير المعرفة الحرة.
كما ترأس وزارة الثقافة لفترة وجيزة بسبب استقالة راؤول فاليجو.
في عام 2017 عندما أصبح لينين مورينو رئيسًا تحول أراوز إلى مهنة أكاديمية، وشارك في تأسيس مرصد الدولرة المخصص لنشر المقالات والتحقيقات حول موضوع دولرة الاقتصادات الوطنية المختلفة وآثارها. كما بدأ دراسات الدكتوراه في الاقتصاد المالي في الجامعة الوطنية المستقلة في المكسيك. وهو عضو في المجلس التنفيذي للتقدم الدولي.
وهو عضو في المجلس التنفيذي لمنظمة التقدم الدولية.

## الحياة السياسية

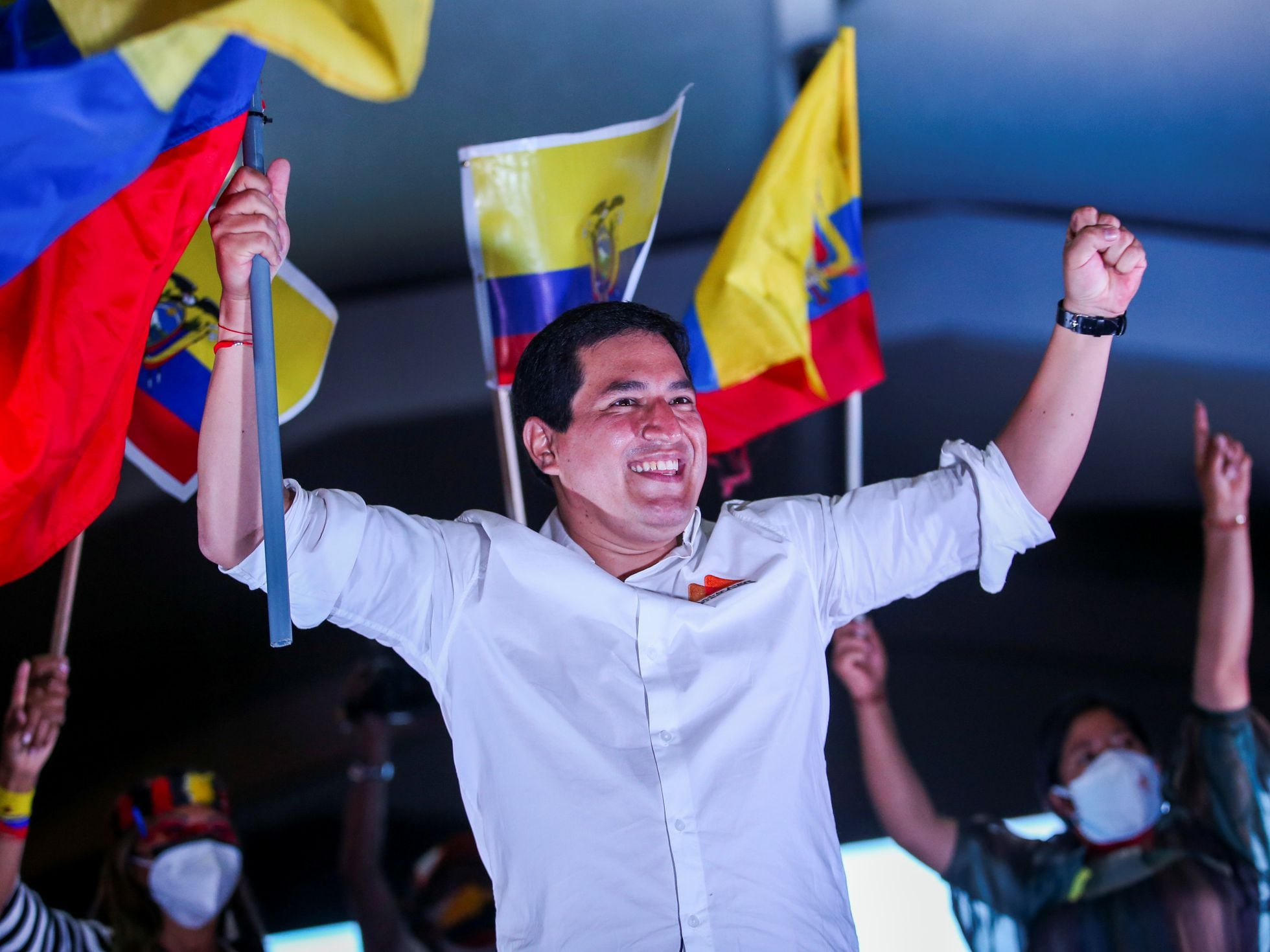
أندريس أراوز في ختام الحملة الانتخابية الرئاسية

### انتخابات الرئاسة 2021
مُنع حلفاء الرئيس السابق رافائيل كوريا من تسجيل حزب سياسي جديد بعد أن أصبح مورينو رئيسًا. نتيجة لذلك تم تشكيل تحالف سياسي يسمي الاتحاد من أجل الأمل، والذي يضم المنظمات السياسية حركة ثورة المواطنين وحركة المركز الديمقراطي.
في 18 أغسطس 2020 أعلن الاتحاد من أجل الأمل أن أراوز مرشحها لمنصب رئيس الإكوادور في الانتخابات المقرر إجراؤها في 7 فبراير 2021. وكان يرافق أراوز كنائب نائب الرئيس رافائيل كوريا الذي كان رئيسًا من 2007 إلى 2017. مع ذلك رفض المجلس الانتخابي الوطني قبوله للمنصب، حيث جادل بأنه مجرد إجراء وليس بدوافع سياسية، حيث رفض كوريا الذي كان يقيم في بلجيكا العودة إلى البلاد وقضاء عقوبة بالسجن لمدة 8 سنوات بتهمة الفساد. منعت المحاكم كوريا من تولي منصب سياسي لمدة 25 عامًا.
فاز أراوز بالجولة الأولى من الانتخابات الرئاسية بحوالي 33٪ من الأصوات. واجه المصرفي غويلرمو لاسو في جولة الإعادة في 11 أبريل. عشية جولة الإعادة كان أراوز متقدمًا بشكل طفيف على المرشح لاسو في استطلاعات الرأي، متقدمًا بهامش 1٪ من 50٪ مقابل 49٪ لاسو. هزم لاسو أراوز في جولة الإعادة.